# Samy Naceri
Samy Naceri, właściwie Saïd Naceri (ur. 2 lipca 1961 w Paryżu) – francuski aktor i producent filmowy pochodzenia algierskiego,  występował w roli Daniela Moralesa, marsylskiego taksówkarza z kultowej serii Luca Bessona Taxi.

## Życiorys
Urodził się w Paryżu jako syn Francuzki Jacqueline, pochodzącej z Normandii i malarza Kabyla Djilali, pochodzącego z północno-wschodniej Algierii. Dorastał wraz z bratem Larbi w czwartej dzielnicy Paryża i spędził dzieciństwo na paryskim przedmieściu Montreuil.
Był obecny na ekranie Claude Zidi w komedii Inspektor Blunder (Inspecteur la Bavure, 1980) z Coluche i Gérardem Depardieu i filmie historycznym Rewolucja francuska (La Révolution française, 1989) z Klausem Marią Brandauerem i Andrzejem Sewerynem. W dramacie sensacyjnym Luca Bessona Leon zawodowiec (Léon, 1994) zagrał postać zamaskowanego członka zespołu antyterrorystów przeciw gangom. Olivier Dahan zaangażował go do filmu telewizyjnego Arte Frères: La Roulette rouge (1994) w serii Wszyscy młodzi w ich wieku (Tous les garçons et les filles de leur âge…). Rok później zagrał postać Nordine w komediodramacie Raï (1995) z Édouardem Baerem i francuską gwiazdą porno Tabathą Cash.
Wystąpił także w filmach niezależnych, o tematyce związanej z Algierią, jak również w filmach krótkometrażowych i serialach.

## Życie prywatne
W 2005 ożenił się z francuską aktorką Marie Guillard, mają syna Juliana (ur. 1995).
W latach 2003–2008 kilkukrotnie skazywany, m.in. za bójkę oraz jazdę pod wpływem alkoholu. Odbywał karę więzienia za spowodowanie wypadku oraz za potrącenie policjantki.
We wrześniu 2017 nielegalnie (lot z Moskwy) odwiedził anektowany przez Rosję Krym.
5 sierpnia 2018 w moskiewskim barze wdał się w kłótnię z Białorusinami i został pobity.

## Nagrody i wyróżnienia
- 1995 – Festiwal w Paryżu – nagroda za rolę męską w filmie Rai
- 1995 – Festiwal Filmowy w Locarno – nagroda specjalna za film Rai
- 1999 – Cezary – nominowany za rolę taksówkarza w filmie Taxi
- 2006 – Festiwal Filmowy w Cannes – najlepszy aktor za film Dni chwały

## Filmografia
- 1989: Rewolucja francuska (La Révolution française)
- 1994: Leon zawodowiec (Léon) jako antyterrorysta 1
- 1994: Wszyscy młodzi w ich wieku
- 1995: Rai
- 1996: Bouge! jako Zn
- 1997: Następne dziewięć i pół tygodnia (Another 9 1/2 Weeks) jako diler narkotykowy #1
- 1998: Taxi jako Daniel Morales
- 2001: Moja krew (L’ Aine Des Ferchaux) jako Mike Baudet
- 2001: Taxi 2 jako Daniel Morales
- 2001: Tomcio Paluch (Le Petit poucet) jako żołnierz
- 2002: Féroce jako Alain
- 2002: Ostatni skok (Nid de guêpes) jako Nasser
- 2002: The Repentant
- 2002: Kod (La Mentale) jako Yanis
- 2003: Gdzie jest Nemo? (Finding Nemo) jako żółw (dubbing w wersji francuskiej)
- 2003: Taxi 3 jako Daniel Morales
- 2006: Dni chwały (Indigènes) jako Yassir
- 2007: Taxi 4 jako Daniel Morales